# D'的純情
《D'的純情》（D'の純情）是日本偶像組合桃色幸運草Z的第5張單曲。於2011年7月6日由STARCHILD發售。

## 概要
CD封面是成員全員桃色幸運草穿著女忍者風的衣服。2011年7月10日與《Z傳說 ～永無止境的革命～》獨占了Oricon公信榜第1名和第2名。

## 收錄曲目

### CD
1. D'の純情 [4:16]
作詞：只野菜摘，作曲、編曲：横山克

## 備註
1. ↑  . De☆View. 2011-06-17  [2011-06-20]. （原始内容存档于2011-06-07）.